# Élections cantonales de 1901 dans la Mayenne
Les élections cantonales françaises de 1901 ont eu lieu le 21 et 28 juillet 1901.

## Résultats pour le conseil général

### Arrondissement de Laval

#### Canton de Chailland
|                      | Alfred Dominique * | Progressiste | 1631 |  |  |  |
|                      | Poulain du Marais  | Conserv.     | 1578 |  |  |  |
|                      |                    |              |      |  |  |  |
| Inscrits             | Inscrits           | Inscrits     | 4501 |  |  |  |
| Votants              | Votants            | Votants      | 3246 |  |  |  |
| Exprimés             |                    |              |      |  |  |  |
| * Conseiller sortant |                    |              |      |  |  |  |

#### Canton de Laval-Est
|                      | Victor Boissel *               | Progressiste                                | 1 799 |  |  |  |
|                      | Emmanuel Morin de la Beauluère | Conserv., membre du Parti national antijuif | 1 615 |  |  |  |
|                      |                                |                                             |       |  |  |  |
| Inscrits             | Inscrits                       | Inscrits                                    | 4 932 |  |  |  |
| Votants              | Votants                        | Votants                                     | 3 542 |  |  |  |
| Exprimés             |                                |                                             |       |  |  |  |
| * Conseiller sortant |                                |                                             |       |  |  |  |

#### Canton de Laval-Ouest
| Candidats             | Candidats          | Étiquette         | Premier tour | Premier tour | Deuxième tour | Deuxième tour |
| Candidats             | Candidats          | Étiquette         | Voix         | %            | Voix          | %             |
| --------------------- | ------------------ | ----------------- | ------------ | ------------ | ------------- | ------------- |
|                       | Christian d'Elva * | Conserv. (Rallié) | 2 791        |              |               |               |
|                       | Edmond Dupré       | Rad. Soc.         | 1 282        |              |               |               |
|                       |                    |                   |              |              |               |               |
| Inscrits              | Inscrits           | Inscrits          | 5 738        |              |               |               |
| Votants               | Votants            | Votants           | 4 132        |              |               |               |
| Exprimés              |                    |                   |              |              |               |               |
| * Conseiller sortant. |                    |                   |              |              |               |               |

#### Canton de Loiron
|                      | Henri de Vaujuas-Langan * | Conserv. | 2452 |  |  |  |
|                      |                           |          |      |  |  |  |
| Inscrits             | Inscrits                  | Inscrits | 3830 |  |  |  |
| Votants              | Votants                   | Votants  | 2626 |  |  |  |
| Exprimés             |                           |          |      |  |  |  |
| * Conseiller sortant |                           |          |      |  |  |  |

### Arrondissement de Château-Gontier

#### Canton de Cossé-le-Vivien
|                      | Jules-Marie Richard | Conserv. | 1798 |  |  |  |
|                      |                     |          |      |  |  |  |
| Inscrits             | Inscrits            | Inscrits | 2941 |  |  |  |
| Votants              | Votants             | Votants  | 1961 |  |  |  |
| Exprimés             |                     |          |      |  |  |  |
| * Conseiller sortant |                     |          |      |  |  |  |

#### Canton de Craon
|                      | Duc Louis-Alphonse de Broglie * | Conserv.     | 1335 |  |  |  |
|                      | Edouard Doisneau                | Progressiste | 1337 |  |  |  |
|                      |                                 |              |      |  |  |  |
| Inscrits             | Inscrits                        | Inscrits     | 3478 |  |  |  |
| Votants              | Votants                         | Votants      | 2698 |  |  |  |
| Exprimés             |                                 |              |      |  |  |  |
| * Conseiller sortant |                                 |              |      |  |  |  |

Il y a un nouveau scrutin le 13 avril 1902.
| Candidat et parti politique | Candidat et parti politique   | Candidat et parti politique | Premier tour | Premier tour | Second tour | Second tour |
| Candidat et parti politique | Candidat et parti politique   | Candidat et parti politique | Voix         | %            | Voix        | %           |
| --------------------------- | ----------------------------- | --------------------------- | ------------ | ------------ | ----------- | ----------- |
|                             | Duc Louis-Alphonse de Broglie | Conserv.                    | 1810         |              |             |             |
|                             | Edouard Doisneau              | Progressiste                | 1454         |              |             |             |
|                             |                               |                             |              |              |             |             |
| Inscrits                    |                               |                             |              |              |             |             |
| Abstentions                 |                               |                             |              |              |             |             |
| Votants                     |                               |                             |              |              |             |             |
| Blancs et nuls              |                               |                             |              |              |             |             |
| Exprimés                    |                               |                             |              |              |             |             |

#### Canton de Saint-Aignan-sur-Roë
| Candidats            | Candidats                             | Étiquette | Premier tour | Premier tour | Deuxième tour | Deuxième tour |
| Candidats            | Candidats                             | Étiquette | Voix         | %            | Voix          | %             |
| -------------------- | ------------------------------------- | --------- | ------------ | ------------ | ------------- | ------------- |
|                      | Comte René-Joseph-Victor du Boberil * | Conserv.  | 1 363        |              |               |               |
|                      | Rivière                               |           | 992          |              |               |               |
|                      |                                       |           |              |              |               |               |
| Inscrits             | Inscrits                              | Inscrits  | 3531         |              |               |               |
| Votants              | Votants                               | Votants   | 2393         |              |               |               |
| Exprimés             |                                       |           |              |              |               |               |
| * Conseiller sortant |                                       |           |              |              |               |               |

### Arrondissement de Mayenne

#### Canton de Gorron
|                      | Charles Daniel * | Indépendant nationaliste | 2273 |  |  |  |
|                      |                  |                          |      |  |  |  |
| Inscrits             |                  |                          |      |  |  |  |
| Votants              | Votants          | Votants                  | 3808 |  |  |  |
| Exprimés             | Exprimés         | Exprimés                 | 2382 |  |  |  |
| * Conseiller sortant |                  |                          |      |  |  |  |

#### Canton d'Ambrières-les-Vallées
|                       | Émile Martin * | Progressiste | 1745 |  |  |  |
|                       |                |              |      |  |  |  |
| Inscrits              | Inscrits       | Inscrits     | 2524 |  |  |  |
| Votants               | Votants        | Votants      | 1940 |  |  |  |
| Exprimés              |                |              |      |  |  |  |
| * Conseiller sortant. |                |              |      |  |  |  |

#### Canton de Mayenne-Est
|                      | César Léon Chabrun * | Conserv. | 2422 |  |  |  |
|                      |                      |          |      |  |  |  |
| Inscrits             | Inscrits             | Inscrits | 3740 |  |  |  |
| Votants              | Votants              | Votants  | 2526 |  |  |  |
| Exprimés             |                      |          |      |  |  |  |
| * Conseiller sortant |                      |          |      |  |  |  |

#### Canton de Mayenne-Ouest
|                       | Georges Denis * | Progressiste | 2186 |  |  |  |
|                       |                 |              |      |  |  |  |
| Inscrits              | Inscrits        | Inscrits     | 3710 |  |  |  |
| Votants               | Votants         | Votants      | 2398 |  |  |  |
| Exprimés              |                 |              |      |  |  |  |
| * Conseiller sortant. |                 |              |      |  |  |  |

#### Canton de Landivy
|                      | Édouard-Félix Taillandier * | Progressiste | 2303 |  |  |  |
|                      |                             |              |      |  |  |  |
| Inscrits             | Inscrits                    | Inscrits     | 3290 |  |  |  |
| Votants              | Votants                     | Votants      | 2490 |  |  |  |
| Exprimés             |                             |              |      |  |  |  |
| * Conseiller sortant |                             |              |      |  |  |  |

#### Canton d'Ernée
|                      | Amédée Renault-Morlière * | Progressiste | 2 910 |  |  |  |
|                      |                           |              |       |  |  |  |
| Inscrits             | Inscrits                  | Inscrits     | 3693  |  |  |  |
| Votants              | Votants                   | Votants      | 2499  |  |  |  |
| Exprimés             |                           |              |       |  |  |  |
| * Conseiller sortant |                           |              |       |  |  |  |

## Élection partielle durant le mandat
Il y a eu une élection partielle durant ce mandat à la suite du décès du duc de Broglie et d'Henri de Vaujuas-Langan.
| Candidat et parti politique | Candidat et parti politique | Candidat et parti politique | Premier tour | Premier tour | Second tour | Second tour |
| Candidat et parti politique | Candidat et parti politique | Candidat et parti politique | Voix         | %            | Voix        | %           |
| --------------------------- | --------------------------- | --------------------------- | ------------ | ------------ | ----------- | ----------- |
|                             | Dr Auguste Morillon *       | Conserv.                    | 1675         |              |             |             |
|                             | Edouard Doisneau            | Progressiste                | 1281         |              |             |             |
|                             |                             |                             |              |              |             |             |
| Inscrits                    | Inscrits                    | Inscrits                    | 3667         |              |             |             |
| Abstentions                 |                             |                             |              |              |             |             |
| Votants                     | Votants                     | Votants                     | 3 003        |              |             |             |
| Blancs et nuls              |                             |                             |              |              |             |             |
| Exprimés                    |                             |                             |              |              |             |             |

| Candidat et parti politique | Candidat et parti politique    | Candidat et parti politique | Premier tour | Premier tour | Second tour | Second tour |
| Candidat et parti politique | Candidat et parti politique    | Candidat et parti politique | Voix         | %            | Voix        | %           |
| --------------------------- | ------------------------------ | --------------------------- | ------------ | ------------ | ----------- | ----------- |
|                             | Louis Tréton de Vaujuas-Langan | Conserv.                    | 2219         |              |             |             |
|                             | Gérard                         | Progressiste                | 884          |              |             |             |
|                             |                                |                             |              |              |             |             |
| Inscrits                    | Inscrits                       | Inscrits                    | 3958         |              |             |             |
| Abstentions                 |                                |                             |              |              |             |             |
| Votants                     | Votants                        | Votants                     | 3 139        |              |             |             |
| Blancs et nuls              |                                |                             |              |              |             |             |
| Exprimés                    |                                |                             |              |              |             |             |

## Sources
- La Mayenne, 23 et 28 juillet 1901